# Вереселень
Вереселень (чув. Вӗре ҫӗлен; Вӗреҫӗлен; с чуваш. — «призрачный змей») — существо в чувашской мифологии, представляющее собой огненного змея. В легендах оно описывается как отрицательный персонаж, способный превращаться в человека (зачастую в умершего супруга).

## Описание

### Образ
Вереселень является гибридным существом, в котором собраны представления чувашей о змее как представителе нижнего мира со сказочными сюжетами о змеях. Существо представляет собой олицетворение «злых сил» и смерти, но также может выступать в качестве образа соседней общины. Вереселень, согласно мифам, имеет длинный хвост и дыру на спине, прикосновение к которой или взгляд на которую сможет опознать змея, погубив его, при этом у существа нет скелета.

### В мифологии
В мифологии чувашей Вереселень представляет собой огненного змея (либо призрачного змея) и оборотня, способного превратиться в человека, и служит символом хитрости и страсти. В легендах существо появляется в доме вдовы или вдовца в образе умершего супруга (зачастую ради интимной связи) и остаётся жить в этом доме, пока человек не умирает, причём жертва Вереселеня перестаёт говорить, становится бледной, худеет и умирает. По мнению Д. В. Пузанова, «посещение» мужчин и женщин Вереселенем связано с галлюцинациями, вызванными тоской по умершему супругу. В мифологии существо происходит от душ умерших детей, людей, умерших не своей смертью, и животных. Согласно мифам, после 100 лет жизни Вереселень превращается в змея Асьтаху.
Скорее всего, описание посещения человека Вереселенем у чувашей представляют собой мифологизацию определённых явлений, например, тяжёлой болезни. При этом мифы про Вереселеня чаще встречаются у низовых чувашей.